# یابالکووتس
یابالکووتس (به بلغاری: Yabalkovets) روستایی در بلغارستان است که در شهرستان آردینو واقع شده‌است. یابالکووتس ۱۱٫۲۳۲ کیلومتر مربع مساحت و ۲۰۴ نفر جمعیت دارد.